# Wipptal (comprensorio)

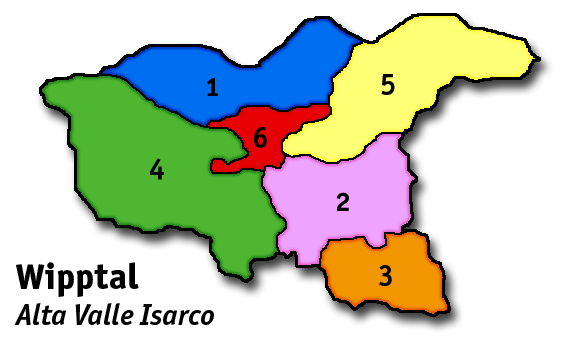

Wipptal (conocido además en italiano como Alta Valle Isarco) es un comprensorio formado por 6 municipios, situado en el valle superior del río Isarco (Eisack), en el Alto Adigio (Italia). Surgió en 1980, al separarse del comprensorio del Valle Isarco. 
Es el más pequeño de los 8 comprensorios de la Provincia autónoma de Bolzano, puesto que abarca un territorio de 650 km². En enero de 2004, contaba con 18.220 habitantes.
Recibe su nombre del valle homónimo, al cual pertenece geográfica y culturalmente. Su capital y ciudad más importante es Vipiteno (Sterzing).

## Municipios
1. Brennero - Brenner
2. Campo di Trens - Freienfeld
3. Fortezza - Franzensfeste
4. Racines - Ratschings
5. Val di Vizze - Pfitsch
6. Vipiteno - Sterzing